# Marie Taglioni-Polka
Marie Taglioni-Polka, op. 173, är en polka av Johann Strauss den yngre. Den framfördes första gången den 16 december 1855 i Volksgarten i Wien.

## Historia
Ballerinan Marie Taglioni firade stora triumfer i Wien åren 1853–1856. Med baletten Satanella oder Metamorphosen hänförde hon publiken och däribland Johann Strauss den yngre som komponerade både en Satanella-Quadrille (op. 123) och en Satanella-Polka (op. 124) till hennes ära. 
Den 16 december anordnades en välgörenhetskonsert i Volksgarten och Strauss dirigerade sin orkester i två nya verk: Le Papillon-Polka (op. 174) och en något väntad Silvester-Polka (Nyårspolka). Båda verken togs emot med stor entusiasm. Tre dagar senare skulle Marie Taglioni lämna Wien efter ett gästspel och samma dag hade tidningen Morgenpost en notis om en Strausskonsert påföljande dag där särskilt två verk framhölls: Le Papillon-Polka och Marie Taglioni-Polka. Den visade sig att den senare polkan redan hade framförts vid konserten i Volksgarten, men då under titeln Silvester-Polka. Strauss förläggare Carl Haslinger valde att döpa om polkan som en tribut till Marie Taglioni. Haslingers motiv var dock inte enbart ett uttryck för beundran; han hade insett att Silvester-Polka skulle ha en begränsad försäljning med sin säsongsbetonade titel.

## Om polkan
Speltiden är ca 2 minuter och 58 sekunder plus minus några sekunder beroende på dirigentens musikaliska tolkning.